# Биедич, Джемал
Джемал Биедич (босн. Džemal Bijedić; 12 апреля 1917, Мостар — 18 января 1977, близ Сараево) — государственный деятель СФРЮ и СР Боснии и Герцеговины, юрист по образованию; участник Народно-освободительной войны Югославии. С 1971 по 1977 годы возглавлял Союзное исполнительное вече СФРЮ.

## Биография

### Довоенные годы
Родился 22 апреля 1917 года в Мостаре в семье крупного торговца. Босниец по происхождению. Среди его предков был известный торговец Байрамага Биедич. Семья перебралась в 1915 году из Гацко в Мостар. Отец Джемала, Адем Биедич, заразился «испанкой» и умер в 1919 году. Всю заботу о семье на себя взяла мать Зафира и дядя Бечир. Начальную школу и гимназию Джемал окончил в родном Мостаре, а затем и юридический факультет Белградского университета.
Будучи учеником гимназии, Джемал состоял в исламском обществе «Гайрет» и симпатизировал революционному молодёжному движению, к которому примкнул уже в Белграде. В октябре 1938 года вступил в Союз коммунистической молодёжи Югославии, в декабре 1939 года — в Коммунистическую партию Югославии. До войны был секретарём Герцеговинского областного комитета СКМЮ, четырежды арестовывался в Мостаре.

### Народно-освободительная война Югославии
Биедич участвовал в Народно-освободительной войне Югославии в составе партизанского движения Иосипа Броза Тито. В самом начале войны он занимал должность секретаря Сараевского городского комитета КПЮ и использовал фальшивый паспорт, после провала партийной ячейки вынужден был покинуть город, оставив пост Владимиру «Вальтеру» Перичу, будущему Народному герою Югославии. Мишо Марич в одном из документальных фильмов боснийского телеканала Face TV утверждал, что Биедич в апреле 1941 года по тайной директиве Компартии Югославии записался в Хорватское домобранство под именем Анте Юкича, а на сторону партизан открыто перешёл только в феврале 1943 года.
Официально известно, что в Восточной Боснии Биедич работал на посту секретаря Семберийского и Посавинского окружного комитета КПЮ, а также секретаря Тузланского городского комитета КПЮ. Службу проходил в 6-й пролетарской восточнобоснийской ударной бригаде, сражался в битве на Сутьеске с мая по июнь 1943 годов. В 1942 году в освобождённой от немецко-фашистских захватчиков и их пособников Фоче Джемал Биедич встретил свою будущую супругу Разию Ферхатбегович. В браке у них родились трое детей: Драган, Азра и Миленко.

### После войны
В 1945 году Биедич был назначен генеральным секретарём Правительства Народной Республики Босния и Герцеговина, а также помощником министра внутренних дел. В 1948 году перешёл на должность начальника Управления по агитации и пропаганде ЦК Коммунистической партии Боснии и Герцеговины, а потом вернулся в Мостар, где принял на себя обязанности секретаря Герцеговинского областного комитета КПЮ и руководителя мостарского края. В 1957 году он вернулся в Сараево и вошёл в Исполнительное вече НР Боснии и Герцеговины, а также стал председателем Университетского совета.
В начале 1960-х годов Биедич переехал в Белград, где стал членом Союзного исполнительного вече, председателем которого тогда был Иосип Броз Тито. Он занимался вопросами законодательства и организации власти, а позднее стал секретарём Союзного секретариата по труду. Параллельно Биедич занимал пост секретаря Уставной комиссии Союзной скупщины, председателем которой был Эдвард Кардель и которая в 1963 году приняла новую Конституцию Югославии. После конфликта с Александром Ранковичем Джемал Биедич был смещён со всех постов и вернулся в Сараево. Избран председателем Республиканского вече Народной скупщины после так называемого «Брионского пленума ЦК СКЮ». С 1967 по 1971 годы возглавлял Президиум Народной скупщины Социалистической Республики Босния и Герцеговина. В 1971 году возглавил Союзное исполнительно вече СФРЮ и оставался на этом посту до самой смерти. Биедич внёс вклад в официальное признание боснийцев как национальности в СФРЮ.
Будучи главой Союзного исполнительного вече, Биедич участвовал в 50 государственных визитах СФРЮ. Его первый визит был связан с похоронами короля Дании Фредерика IX в январе 1972 года (всего спустя пару дней после взрыва самолёта DC-9 компании JAT над Хермсдорфом), и в целях безопасности Биедич вылетел на специальном советском самолёте. В 1974 году Джемал Биедич встретился с тремя ведущими мировыми лидерами — президентом США Джеральдом Фордом, председателем Президиума Верховного Совета СССР Леонидом Брежневым и председателем Коммунистической партии Китая Мао Цзедуном.

### Гибель
18 января 1977 года Джемал Биедич со своей женой сопровождали на белградском аэродроме Батайница президента СФРЮ Иосипа Броза Тито, летевшего с государственным визитом в Ливию. В Сараево они возвращались на самолёте Learjet 25. Недалеко от Крешево самолёт врезался в гору Инац. В результате авиакатастрофы погибли сам Джемал, его супруга Разия, коллеги по работе Зийо Аликалфич и Смайо Хрла, а также пилоты Стеван Лека и Мурат Ханич. По официальной версии, причиной катастрофы стали погодные условия, однако позднее были распространены слухи о том, что это было покушение — сторонники «теории заговора» связывали катастрофу с борьбой за власть в высшем югославском руководстве.
Джемал Биедич был похоронен в Сараево. Иосип Броз Тито, узнав о трагедии, немедленно вернулся на родину: он присутствовал на церемонии прощания и похоронах.

## Память
- С именем Биедича жители Боснии и Герцеговины связывают значительный прогресс в экономике муниципальных образований республики и укрепление её политического статуса в составе СФРЮ.
- В память о своём земляке жители Мостара присвоили основанному в 1977 году и открытому заново в 1993 году университету имя Джемала Биедича.
- Биедич отмечен рядом орденов и медалей СФРЮ: медалью Партизанской памяти 1941 года, орденом Героя Социалистического Труда, орденом Национального освобождения и Орденом Республики с золотым венком.